# Maniaca
Maniaca è un singolo della cantante italiana Romina Falconi, pubblicato nel 2014.

## Tracce
- Download digitale

1. Maniaca – 4:13

## Video
Il videoclip della canzone è stato diretto da Luca Tartaglia e girato a Milano.